# Диас Веласкес, Серхио
Серхио Исмаэль Диас Веласкес (исп. Sergio Ismael Díaz Velázquez; 5 марта 1998, Итаугуа, Парагвай) — парагвайский футболист, нападающий. Выступал в национальной сборной Парагвая.

## Клубная карьера
Начал играть в футбол в футбольной школе «Такуари», после чего перешёл в футбольную школу «Серро Портеньо». В команде «Серро Портеньо» до 15 лет его тренировал Диего Гавилан. В 2013 году 15-летний игрок уже играл в резервной команде клуба, и его начали сравнивать с Серхио Агуэро.
27 июня 2014 года Диас дебютировал в высшей лиге Парагвая: на тот момент ему было 15 лет и 3 месяца. 28 сентября того же года забил свой первый гол за клуб в чемпионате.
3 июля 2016 года мадридский «Реал» приобрёл Серхио Диаса. В сезоне 2016/17 парагваец будет выступать за клуб «Реал Мадрид Кастилья». Сумма трансфера молодого игрока составила 5 миллионов евро, а контракт с ним рассчитан до конца июня 2021 года.

## Карьера в сборной
В составе сборной Парагвая до 20 лет принял участие в чемпионате Южной Америки среди молодёжных команд 2015 года, забив два гола.